# Negers
Negers ist eine Ortschaft in Niederösterreich. Sie liegt in der gleichnamigen Katastralgemeinde der Stadtgemeinde Zwettl-Niederösterreich, zu der auch die Orte Mitterfeld, Schnürlhof und Holzmühle gehören. Am 1. Jänner 2024 hatte die Ortschaft 37 Einwohner auf einer Fläche von 1,55 km².

## Lage
Der Ort Negers liegt abseits der Durchzugsstraßen, an der Landesstraße L8249 in einer Entfernung von etwa 5,5 km Luftlinie nordwestlich des Stadtzentrums von Zwettl. Er ist durch die Postbushaltestelle im benachbarten Dorf Rosenau mit dem österreichischen Überlandbusnetz verbunden.
Das Katastergebiet grenzt im Norden an Rosenau Dorf, Rieggers und Gerlas, im Osten an Oberstrahlbach und Schickenhof, im Süden an Guttenbrunn und Rosenau Schloss sowie im Westen an Niederneustift.

## Geschichte
Negers wurde 1346 als Negaizz zum ersten Mal urkundlich erwähnt. Der Name bedeutet wahrscheinlich „Siedlung eines Mannes mit dem (slawischen) Namen Negoj“.
Laut Adressbuch von Österreich waren im Jahr 1938 im Ort ein Sägewerk der Gutsinhabung Schloss Rosenau und einige Landwirte ansässig.
Die 1847 errichtete Ortskapelle, ein schlichter Bau mit Rundapsis und Zwiebelhelm, wurde 1999 unter Denkmalschutz gestellt (Listeneintrag).